# Milan Indoor 1980
Il Milan Indoor 1980 è stato un torneo di tennis giocato sul sintetico indoor. È stata la 3ª edizione del Milan Indoor, che fa parte del Volvo Grand Prix 1980. Si è giocato a Milano in Italia, dal 24 al 30 marzo 1980.

## Campioni

### Singolare
John McEnroe ha battuto in finale  Vijay Amritraj con il punteggio di 6–1, 6–4

### Doppio
Peter Fleming /  John McEnroe hanno battuto in finale  Andrew Pattison /  Butch Walts con il punteggio di 6–4, 6–3